# 賈璇
賈璇（1450年—？），字天器，山西汾州（今汾陽市）人，明朝政治人物。

## 生平
成化十六年（1480年）庚子科山西鄉試第十六名。弘治三年（1490年）庚戌科三甲進士。官至陝西布政使司參議。

## 家族
曾祖賈文質；祖父賈昱；父賈輔，義官。前母劉氏；母任氏。具庆下。
子賈繼之，正德進士。

## 紀念
汾州城內義和廂曾有“父子進士坊”，爲紀念賈璇、賈繼之父子中式進士所立。清康熙四十七年重修。今已不存。